# Merethe Trøan
Merethe Trøan (* 19. Mai 1970 in Trondheim) ist eine norwegische Sängerin.

## Leben und Wirken
In ihrer Teenagerzeit war Merethe Trøan Teil der Popgruppe Pastel zusammen mit ihrer Schwester und zwei Brüdern. 1985 nahm die Gruppe beim Melodi Grand Prix teil und erreichten mit ihrem Titel Ring Ring Ring Platz 3. Auch erschien ein Album zu dieser Zeit. 1992 hatte Merethe Trøan als Solosängerin mehr Glück: Sie gewann den Melodi Grand Prix und durfte daher beim Eurovision Song Contest 1992 in Malmö für Norwegen antreten. Mit ihrem Schlager Visjoner erreichte sie allerdings nur den 18. von 23 Plätzen.
Nach dem Contest wurde sie als Synchronsprecherin aktiv und war in der norwegischen Fassung von Die Schöne und das Biest und Das Dschungelbuch 2 zu hören.